# Slalom (film)
Slalom è un film del 1965 diretto da Luciano Salce.

## Trama
Lucio Ridolfi è un uomo sposato ma è complessato da tante piccole manie, tra le quali la paura di qualsiasi situazione imprevista che potrebbe metterlo in difficoltà. Durante il periodo natalizio parte per le vacanze per Sestriere insieme al fraterno amico Riccardo, con le rispettive consorti. Durante il viaggio, prima in treno e poi in albergo Lucio s'imbatte in Helen, una bella ragazza bionda che sembra mostrare interesse per la sua galanteria; da quel momento però la vita di Lucio diventa un susseguirsi di sparatorie e inseguimenti.
Lucio, dopo aver assistito a un omicidio, viene più volte preso di mira da un misterioso sicario che lo seguirà anche a Il Cairo quando con l'inganno viene rapito e scambiato per Charles Irving, un agente segreto ucciso a causa di un complotto internazionale. Lucio, una volta venuto a conoscenza della verità, è costretto ad assumere l'identità del defunto Irving e a recitare il ruolo affidatogli dall'FBI per poter portare a termine la missione incompiuta dal vero agente segreto.
Durante questo girovagare per l'Egitto, irrompe più volte anche durante il lavoro dell'hostess Nadia che con lui è costretta a condividere anche situazioni pericolose a rischio della vita. Alla fine, con successo, della sua avventura, Lucio viene accompagnato in elicottero nel luogo di villeggiatura da dove era partito, ma a differenza di altre volte preferisce non divulgare ciò che ha dovuto passare per il bene della sua incolumità.

## Produzione
Il film, girato in buona parte in Egitto, si è avvalso della coproduzione della casa cinematografica egiziana Copro film, che già aveva coprodotto A 008, operazione Sterminio e Come rubammo la bomba atomica.
In una scena all'inizio del film si vede la Stazione ferroviaria di Alessandria, riconoscibile dal cartello omonimo, ma il film non è stato girato realmente lì.

### Cast
I coprotagonisti che affiancano Gassman, Daniela Bianchi e Adolfo Celi, sono tuttora noti agli appassionati di James Bond per aver partecipato rispettivamente al secondo e quarto film con protagonista Connery, ma mentre è oggettivo che la Bianchi fu qui scelta per “sfruttarne” la fama esplosa l'anno precedente con A 007, dalla Russia con amore, non altrettanto vale per Celi: perché al contrario di quanto si potrebbe pensare, l'attore siciliano girò prima Slalom di Agente 007 - Thunderball: Operazione tuono; e il film italiano uscì per primo. Infatti, le riprese di Slalom avvennero nel gennaio 1965 al Sestriere e nel luglio seguente in Egitto, quindi il film fu presentato a Sorrento in settembre, e arrivò nelle sale a metà novembre.
La lavorazione di Agente 007 - Thunderball: Operazione tuono cominciò invece in marzo – quando nelle sale italiane era appena giunto Goldfinger – e fu poi distribuito in dicembre, uscendo curiosamente prima in Italia (il 15) che negli Stati Uniti (22) e nel Regno Unito (29).
L'attrice che interpreta l'hostess egiziana Nadia è Lobna Abdel Aziz: semisconosciuta in Italia, era invece una star in Egitto.

## Colonna sonora
Le musiche originali, composte da Ennio Morricone, furono dirette da Bruno Nicolai, all'epoca suo amico e collaboratore.

## Distribuzione
Il film è stato proiettato in pubblico per la prima volta il 24 settembre 1965 al festival di Sorrento (Visto Censura n. 45672 del 14 settembre 1965) quindi uscì nelle sale italiane il 13 novembre. Fu poi distribuito nell'allora Germania Occidentale, con il titolo So ein Windhund, il 19 febbraio 1970.